# Relapse
Relapse je šesté studiové album amerického zpěváka a rappera Eminema, vydané v roce 2009. Album bylo poměrně dobře utajeno a oficiální zprávy o jeho vydání se objevily až v březnu 2009. Ještě na konci dubna byli Eminem a producent Dr. Dre jediní, kteří měli k dispozici finální verzi alba.
Eminem toto album bere jako své znovuzrození. Ve Spojených státech se první týden prodalo asi 600 000 desek a bylo tak 1. v Billboard 200.
21. prosince 2009 vydal Eminem k tomuto albu re-edici v podobě kratšího alba Relapse: Refill, aby tak překlenul období mezi alby Relapse a Recovery, které mělo být původně kratší.
Na 52. předávání cen Grammy, v roce 2010, album obdrželo cenu za nejlepší rapové album. Eminem také získal další Grammy za píseň "Crack a Bottle".

## Obsah alba
Eminem popsal základní koncept alba jako ukončení své drogové rehabilitace, a proto v mnoha skladbách rapuje tak, jako by drogy opět bral. Také se zde vrátil i jako Slim Shady. Kromě vlastních závislostí byl Eminem inspirován i televizními dokumenty o sériových vrazích, protože ho inspirovala "jejich mysl a duševní rozpoložení".
Album začíná intrem "Dr. West". Eminem je zde na konzultaci s drogovým poradcem, snaží se mít k rehabilitaci odpovědný přístup, ale rozhovor s Dr. Westem ho nakonec donutí vrátit se k drogám a svému alter-egu Slim Shady. V druhé skladbě "3 a.m." popisuje následnou sérii vražd. Když byl tento singl vydán ještě před samotným albem, Eminem označil temnou atmosféru této skladby jako základ pro zbytek alba.
V "My Mom" přičítá Eminem svoji drogovou závislost své matce, která sama drogy užívala. Rodinnou historii dále rozvijí ve skladbě "Insane", kde popisuje svoje (fiktivní) znásilnění v dětských letech jeho nevlastním otcem. Eminem tvrdí, že text této skladby byl napsán tak, aby posluchače co nejvíc znechutil. Mariah Carey a její manžel jsou terčem následující skladby "Bagpipes from Baghdad". V "Hello" se svým posluchačům znovu po letech absence představuje. "Same Song & Dance" pokračuje v násilných představách, kdy unese a zavraždí Lindsay Lohan a Britney Spears. Text i video pro "We Made You" se nese v duchu klasického Eminemova singlu - náhodné reference na různé celebrity. Eminem podotknul, že to nejsou útoky proti těmto konkrétním lidem, ale pouze jména, která "tahal z klobouku" a rýmovala se tím, co chtěl ve skladbě říct. "Medicine Ball" se vrací k narážkám na Christophera Reeva, tak, "aby se tomu posluchač mohl zasmát a pak se kvůli tomu cítit špatně" (Reeve zemřel v roce 2004). Další temnou skladbou je "Stay Wide Awake", popisující útoky na ženy. Staré časy si s Dr. Dre připomněl Eminem na skladbě "Old Times Sake", kde se oba v rapování střídají. "Must be the Ganja" přirovnává práci v nahrávacím studiu k závislosti.
Ve skeči "Mr. Mathers" je Marshal Mathers ošetřován zdravotníky po předávkování, a následně odvezen do nemocnice (odkaz na skutečnou událost z roku 2007). V "Deja Vu" toto téma dále rozvijí a detailně popisuje. Na toto období jeho života odkazuje i následující "Beautiful", kde popisuje, jak se dostal na úplné dno a ztratil naději do budoucna. Tato skladba je na albu jako připomínka pro něj samotného i kohokoliv jiného v podobné situaci, aby neztrácel naději. Tato skladba je také jediná, kterou napsal ještě, když nebyl "čistý".
Na singlu "Crack a Bottle" se podílel Eminem s Dr. Dre a 50 Centem. Album uzavírá "Underground", s úderným rytmem i verši, kdy si Eminem připomněl doby před svým proslavením, kdy se účastnil tzv. "freestyle battles" a nemusel se starat o korektnost textů.

## Seznam skladeb
1. Dr. West (Skit) (feat. Dominic West)
2. 3 a.m.
3. My Mom
4. Insane
5. Bagpipes From Baghdad
6. Hello
7. Tonya (Skit) (feat. Elizabeth Keener)
8. Same Song & Dance
9. We Made You (feat. Charmagne Tripp)
10. Medicine Ball
11. Paul (Skit) (feat. Paul Rosenberg)
12. Stay Wide Awake
13. Old Time's Sake (feat. Dr. Dre)
14. Must Be The Ganja
15. Mr. Mathers (Skit) (feat. Elizabeth Keener & Matthew St. Patrick)
16. Déjà Vu
17. Beautiful
18. Crack A Bottle (feat. Dr. Dre & 50 Cent)
19. Steve Berman (Skit) (feat. Steve Berman & Angela Yee)
20. Underground/Ken Kaniff
21. My Darling (Deluxe Edition Bonus Track)
22. Careful What You Wish For (Deluxe Edition Bonus Track)

### Relapse: Refill
1. Forever (with Drake, Kanye West & Lil Wayne)
2. Hell Breaks Loose (feat. Dr. Dre)
3. Buffalo Bill
4. Elevator
5. Taking My Ball
6. Music Box
7. Drop The Bomb On 'Em